# Alfons XI.

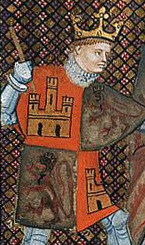
Alfons XI. el Justiciero

Alfons XI. el Justiciero, der Rächer (* 13. August 1311 in Salamanca; † 26. März 1350 vor Gibraltar), war von 1312 bis 1350 König von Kastilien und León.

## Werdegang
Beim Tod seines Vaters Ferdinand IV. war Alfons erst ein Jahr alt, wurde aber sofort gekrönt. Um die Vormundschaft über den jungen König kämpften mehrere Verwandte, darunter sein Onkel Peter und sein Großonkel Johann. Allerdings setzte sich de facto seine Großmutter Maria de Molina als wichtigste Trägerin der Vormundschaft durch. Während dieser Phase fielen die Mauren ins Reich ein und es kam zu zahlreichen Adelsaufständen. Peter und Johann fielen in der Schlacht bei Tiscar 1319.
1325 erreichte Alfons die Volljährigkeit und konzentrierte sich zunächst auf die innere Stabilisierung seines Reiches. Dabei ging er hart gegen aufständische Adlige vor und stützte sich auf die Städte. Aus dieser Phase stammt sein Beiname „der Rächer“. Darüber hinaus stabilisierte Alfons sein Reich, indem er das von seinem Urgroßvater Alfons X. aufgestellte Gesetzeswerk Las Siete Partidas endgültig durchsetzte.
Im Rahmen der Reconquista musste Alfons sich vor allem mit der Berberdynastie der Meriniden auseinandersetzen, die von Emir Mohammed IV. von Granada zur Hilfe gerufen worden war. Nachdem Alfons Granada 1330 in der Schlacht von Teba rasch geschlagen und tributpflichtig gemacht hatte, wurden die Meriniden unter Abu l-Hasan zu seinen Hauptgegnern. Die muslimische Belagerung Tarifas brach Alfons auf, indem er am 30. Oktober 1340 in der Schlacht am Salado das merinidische Heer vernichtend schlug. Diese Dynastie spielte danach keine Rolle mehr in Spanien. Dabei stützte er sich auf umfangreiche Waffenhilfe seines Schwiegervaters Alfons des Kühnen von Portugal.

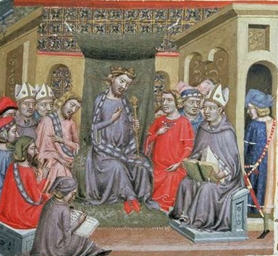
Alfons XI., zeitgenössische Miniatur

Nach zwei Siegen der kastilischen Flotte an der afrikanischen Küste fielen mehrere feste Plätze Granadas, darunter Algeciras, das seitdem der Hauptstützpunkt der Unternehmungen der Christen gegen Afrika darstellte. Mitten in seinen Rüstungen zum weiteren Vorgehen gegen die Mauren starb Alfons bei der Belagerung von Gibraltar 1350 an der Pest. Sein Sarkophag steht bis heute in der Kirche San Hipólito in Córdoba. Nachfolger wurde sein Sohn als Peter I. von Kastilien.

## Ehen und Nachkommen
Alfons war zunächst mit Constança Manuel, Tochter des Infanten Juan Manuel, verheiratet. Die Ehe wurde jedoch aufgelöst und Alfons heiratete Maria von Portugal, Tochter des portugiesischen Königs Alfons IV. Mit ihr hatte er zwei Söhne:
- Ferdinand (* 1332, † 1333)
- Peter I. von Kastilien (1334–1369), König von Kastilien und León

Alfons hatte außerdem mehrere illegitime Kinder mit Leonor de Guzmán, darunter
- Heinrich von Trastamara (1334–1379), König von Kastilien und León
- Tello Alfonso von Kastilien (1337–1370)
- Sancho Alfonso (1342–1374), Graf von Alburquerque